# Parco nazionale di Brecon Beacons
Il parco nazionale di Brecon Beacons (in inglese Brecon Beacons National Park, in gallese Parc Cenedlaethol Bannau Brycheiniog) è uno dei tre parchi nazionali gallesi. Gli altri due sono il Parco nazionale costiero del Pembrokeshire  e quello di Snowdonia.

## Geografia

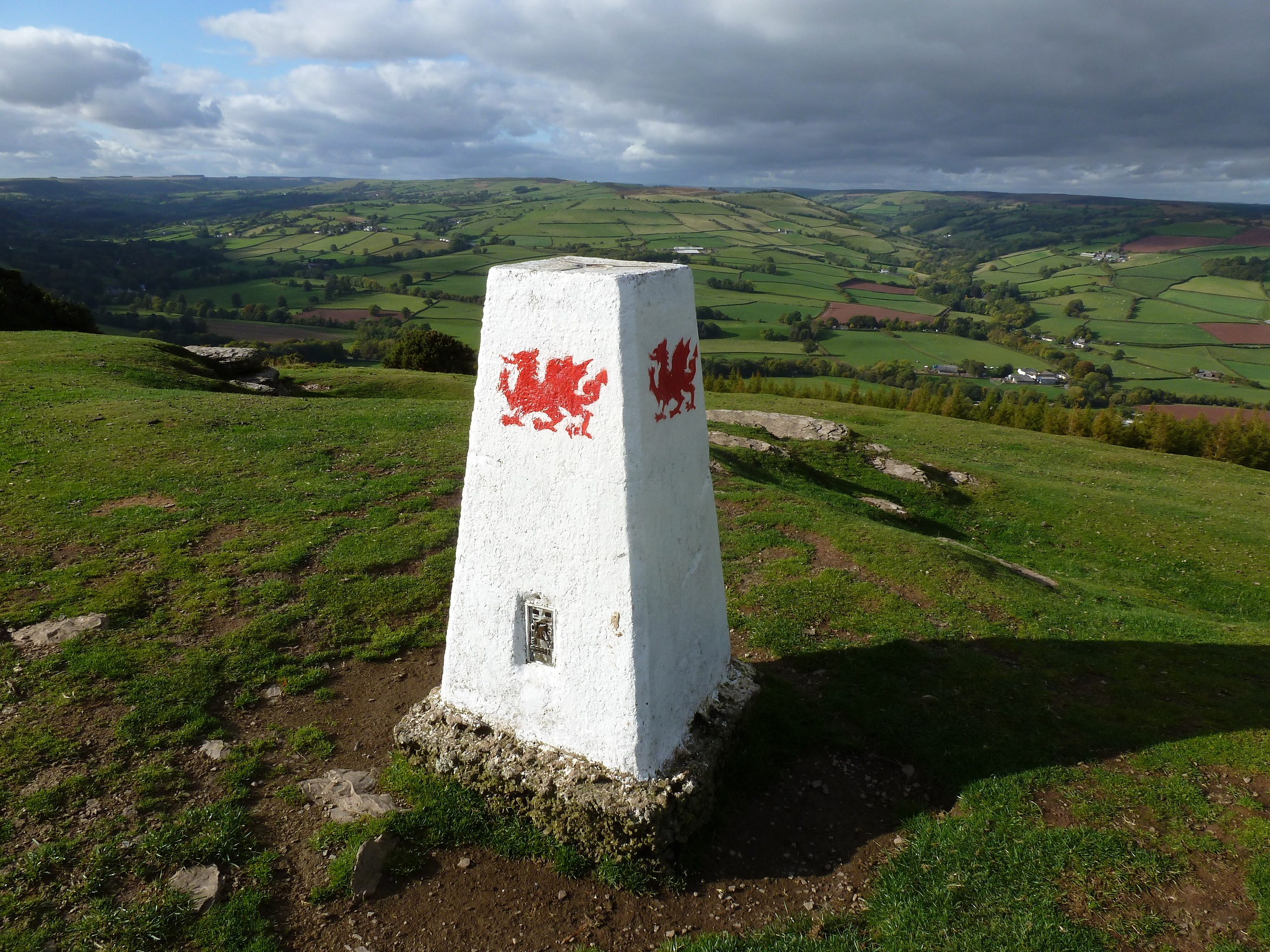
Vertice trigonometrico presso il centro visite

Oltre alla catena montuosa da cui prende il nome, l'area protetta comprende a ovest la Montagna Nera  (in gallese Mynydd Du), la Grande foresta (Fforest Fawr) nella parte centrale e le Montagne Nere (Mynyddoedd Duon) a est.
Si estende su 1.344 km² tra l'abitato di Llandeilo a ovest e quelli di Hay-on-Wye nel nord-est e di Pontypool nel sud-est, nelle contee gallesi di Monmouthshire e nel Distretto di contea di Merthyr Tydfil.

## Geologia
Le rocce del parco furono oggetto dei primi pionieristici studi geologici dell'Ottocento e in molti casi le località dove furono per la prima volta rinvenute e classificate furono alla base della denominazione di vari tipi di roccia. A livello paesaggistico sono caratteristici i versanti settentrionali di alcune delle montagne tutelate dal parco, dove possono facilmente essere identificati i segni dell'erosione glaciale del quaternario. La zona è inoltre ricca di giacimenti di carbone ed in passato fu sfruttata in modo intensivo; oggi alcune delle miniere sono state risistemate come attrazioni turistiche. Importanti da un punto di vista geologico sono anche le numerose grotte, raggruppate in alcuni dei più estesi sistemi di cavità ipogee di tutto il Regno Unito.

## Vegetazione
Mentre la vegetazione arborea è assente sulle creste e sulle cime più alte del parco, dove predomina la brughiera, in aree più riparate sono presenti estesi boschi. Numerose anche le aree a pascolo.

## Storia

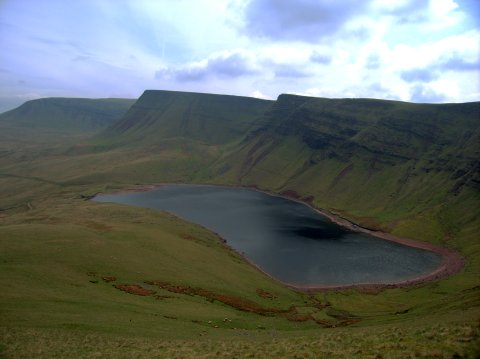
Llyn y Fan Fach, uno dei laghi più frequentati dagli escursionisti

In passato una vasta area di quello che divenne in seguito parco nazionale faceva parte di una riserva di caccia. Il parco venne fondato nel 1957, terzo tra gli attuali parchi nazionali del Galles. La parte occidentale del parco, con la denominazione di Forest Fawr Geopark, è stata in seguito inserita nella rete europea dei geoparchi. L'intera superficie del parco nazionale ha inoltre ottenuto nel febbraio del 2013 lo status di riserva della International Dark-Sky Association.

## Attività

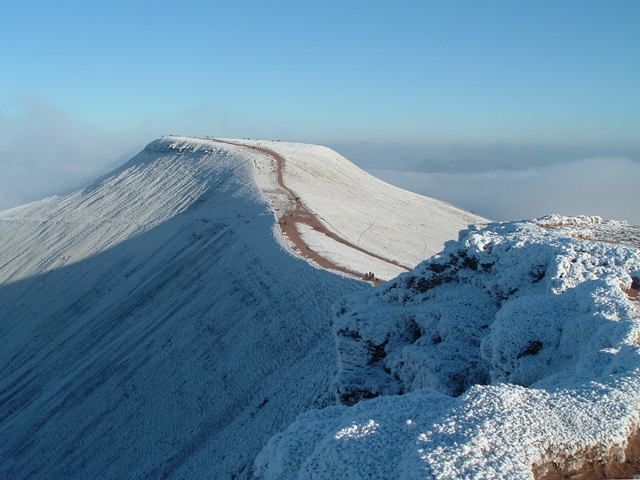
Pen Y Fan, la più alta cima del parco

Tra le varie attività outdoor che è possibile praticare nel parco possono essere segnalate l'escursionismo, il ciclismo su strada e fuori strada, l'equitazione e, sui laghi della zona, windsurfing, vela, canottaggio e pesca sportiva. Sono presenti anche alcuni siti per l'arrampicata e la pratica del parapendio e vari campeggi. Un itinerario ciclistico piuttosto noto è il Taff Trail, che attraversa i Brecon Becons con partenza da Cardiff. Un altro itinerario di lunga percorrenza, questa volta pedonale, è la Beacons Way, della lunghezza di 161 km.